# Nervo glúteo superior
O nervo glúteo superior é um nervo que se origina na pelve e inerva os músculos glúteo médio, glúteo mínimo e tensor da fáscia lata. plexo lombossacral.